# NGC 3910
NGC 3910 is een elliptisch sterrenstelsel in het sterrenbeeld Leeuw. Het hemelobject werd op 3 maart 1869 ontdekt door de Duits-Russische astronoom Friedrich Georg Wilhelm Struve.

## Synoniemen
- UGC 6800
- MCG 4-28-58
- ZWG 127.63
- PGC 36971